# Société française de métallurgie et de matériaux
 (décembre 2019).
Si vous disposez d'ouvrages ou d'articles de référence ou si vous connaissez des sites web de qualité traitant du thème abordé ici, merci de compléter l'article en donnant les références utiles à sa vérifiabilité et en les liant à la section « Notes et références ».
La Société française de métallurgie et de matériaux, SF2M, est une association scientifique à but non lucratif, loi de 1901, reconnue d'intérêt général[réf. nécessaire]. 

## Présentation et missions
Créée en 1945, sous la désignation Société française de métallurgie (SFM), elle contribue à la promotion des sciences et des techniques relatives aux matériaux, dans les domaines de l'élaboration et de la fabrication des matériaux, de leur caractérisation, de leur emploi et de leur recyclage en fin de vie. Avec ses quelque 950 membres et ses sociétés partenaires, elle est ainsi : 
- un lieu de rencontre, de formation, d’échanges et de débats pour tous les membres de la communauté scientifique et professionnelle « matériaux » ;
- un moteur pour la diffusion des informations et des innovations ;
- un point de convergence dans un réseau national et international de sociétés savantes dans le domaine des matériaux, de leur fabrication, et de leur utilisation.

La Société française de métallurgie a été créée en 1945. Le 5 juin 1990, elle est devenue la Société française de métallurgie et de matériaux (SF2M) pour s'ouvrir à de nouvelles technologies, intégrer de nouveaux matériaux. 

## Membres
Les membres de la société savante sont pour la plupart des chercheurs du monde universitaire ou industriel. Ils occupent des postes éminents en France ou dans une trentaine de pays étrangers : directeurs de laboratoires, ou responsables d'équipes, mais aussi jeunes chercheurs prometteurs. On compte parmi eux un certain nombre de membres de l'Académie des sciences ou de l'Académie des technologies[réf. nécessaire]. 

## Vie scientifique

### Commissions thématiques
La SF2M est structurée autour d’une vingtaine de Commissions Thématiques qui regroupent industriels et académiques autour d’un thème scientifique et/ou technique ; elles sont le lieu privilégié de l'échange d'information entre les membres et de partage de connaissances :
- Procédés : Élaboration des alliages métalliques ; Coulée et Solidification ; Laminage ; Mise en forme des Tôles minces, Emboutissage à chaud et superplasticité ; Soudage par Friction Malaxage ; Fabrication additive métallique.
- Matériaux et propriétés : Fatigue des Matériaux ; Transformations de phases ; Revêtements ; Réfractaires ; Poudres & Matériaux Frittés ; Matériaux architecturés ; Matériaux pour la santé ; Matériau numérique.
- Méthodes de caractérisation : Texture-Anisotropie ; Indentation ; Groupe Français d'Analyse des Contraintes ; Matériaux & Grands instruments.
- Commissions transverses : Formation-Emploi ; Réseau national de la métallurgie.

### Sections régionales
Pour être au plus près de ses membres et de leurs attentes, la SF2M s'appuie sur ses cinq sections régionales, maillant le territoire en y représentant la Société. Elles ont le double objectif de déployer localement la politique et les actions de la Société et représenter la vie régionale dans le domaine de la métallurgie et des matériaux au sein des instances nationales de la Société. Elles organisent chaque année au moins une réunion à caractère scientifique ou technique.

## Rayonnement de l'association

### Relations avec les sociétés sœurs
La SF2M est au cœur d'un réseau de sociétés savantes. La SF2M est membre de la Fédération française des matériaux] (FFM).
Elle entretient d'étroites relations avec le Groupe français de la céramique, (GFC), la Société chimique de France (SCF), la Société française de génie des procédés (SFGP), le Cercle d'études des métaux (CEM). 
Au niveau international, la SF2M est membre de la Fédération des sociétés européennes de matériaux (FEMS) et représente la communauté française auprès d’ASM International (USA), de la Deutsche Gesellschaft für Materialkunde (de) (Allemagne), de l’AIM (Italie), de SVMT (Suisse), de The Minerals, Metals & Materials Society (en) TMS (USA).

### Rayonnement vers la communauté des matériaux
La SF2M assure le rayonnement scientifique et industriel de la communauté française des matériaux en apportant son soutien à de nombreuses manifestations nationales et internationales. Elle organise seule ou avec l'appui d’autres sociétés savantes des conférences thématiques, dont plusieurs sont maintenant des rendez-vous réguliers de la communauté des matériaux : Congrès Euromat, Congrès matériaux, etc.

### Réunions annuelles et communication vers ses membres
Chaque année, la SF2M réunit l'ensemble de ses membres pour les Journées Annuelles de la SF2M. Trois jours de conférences, de posters, d’expositions, et de rencontres, autour de plusieurs thèmes d’actualité. Ces Journées se tiennent alternativement à Paris et en région.
Pour diffuser les informations et maintenir le lien entre ses membres, la SF2M diffuse périodiquement un bulletin électronique SF2M Info. 

## Prix et médailles
La Société coopte des membres d'honneur et distingue chaque année par ses prix et ses médailles de jeunes chercheurs prometteurs, ainsi que des scientifiques confirmés et reconnus dans le domaine des matériaux :
- Grande Médaille de la SF2M
- Médaille Georges-Chaudron
- Médaille Pierre-Chevenard
- Médaille Albert-Portevin
- Médaille Bastien-Guillet
- Médaille Sainte-Claire Deville
- Médaille Réaumur
- Médaille Charles-Eichner
- Prix Jean-Morlet
- Prix David-Embury
- Prix Mishima
- Médaille Jean-Rist
- |Médaille Jacques-Pomey
- Prix Bodycote/ SF2M
- Prix Jacques Dalla Torre
- Prix ArcelorMittal – P. Vayssière
- Prix de la société Le Nickel – Jules Garnier (1966 à 2001)